# Vivo Pitești
Vivo este un centru comercial in Pitești, deschis la data de 17 mai 2007, în urma unei investiții de 35 de milioane de euro, și are suprafață închiriabilă de 18.495 de metri pătrați. A fost achizitionat în iulie 2007 de compania austriacă Immoeast, pentru suma de 87 de milioane de euro. Începând cu data de 8 mai 2014 centrul comercial se redenumeste Pitești Mall, iar începând cu luna noiembrie a anului 2016, centrul comercial a trecut printr-un proces de rebranding, fiind redenumit sub marca VIVO!.